# Les Trois Frères-barlang
A Les Trois Frères-barlang (magyarul Három fivér-barlang) az őskori festményeiről híressé vált egyik legnevezetesebb dél-franciaországi barlang. Montesquieu-Avantès-ben, Ariège megyében található. A barlang összefüggő komplexumot alkot a Tuc d'Audoubert-barlanggal, valamint az Enlène-barlanggal; a barlangrendszer mindhárom galériáját a Volp folyó alakította ki. A barlangrendszerhez tartozó Les Trois Frères-barlang Bégouen gróf három fiáról kapta a nevét, akik ezt a barlangszakaszt 1914. július 20-án vagy 21-én fedezték fel. A túlnyomórészt állatábrázolásból és néhány félig ember félig állat figurából álló barlangrajzok Henri Breuil apát írásai nyomán váltak híressé, és kb. i. e. 13-15 000-ből, a magdaléni kultúrából származnak.
A barlang egyik legbelső, a "Szentély" nevű kamrája falán 280 egymást részben átfedő vésett állatrajzot találtak. A barlangrajzon számtalan állat képe látható, köztük bölények, lovak, rénszarvasok, kőszáli kecskék és mamutok. Mindezek felett a 4 méter magasan levő „Varázsló”, vagy "Sámán" néven ismert részben karcolt részben festett figura éppen olyan közismert, mint a híres Lascaux-i barlang festményei. A sziklarajz másik érdekessége a kép közepén egy félig állat, félig emberalak (vagy állatnak beöltözött ember), amelyik zenei íjat használva muzsikál és táncol. A zenei íj a húros hangszerek, a hárfa, a hegedű, a gitár stb. őse, így ma ezt a képet tartják a húros hangszerek első ismert ábrázolásának.
A barlang másik, kisebb kamrájában, az "Oroszlán-kápolnában" egy nagyméretű oroszlánrajzra leltek, körülvéve különböző tárgyakkal, köztük állatfogak, kagylók és kovakőből készített eszközök.
A Trois-Frères-barlang és az Enlène-barlang kapcsolódásánál bölénycsont maradványon madarak rajza mellett annyira pontos rovarábrázolást is találtak, mely lehetővé tette az állat, azaz a barlangi szöcske pontos meghatározását. Ezt tekintik a legrégebbi ismert rovarábrázolásnak.

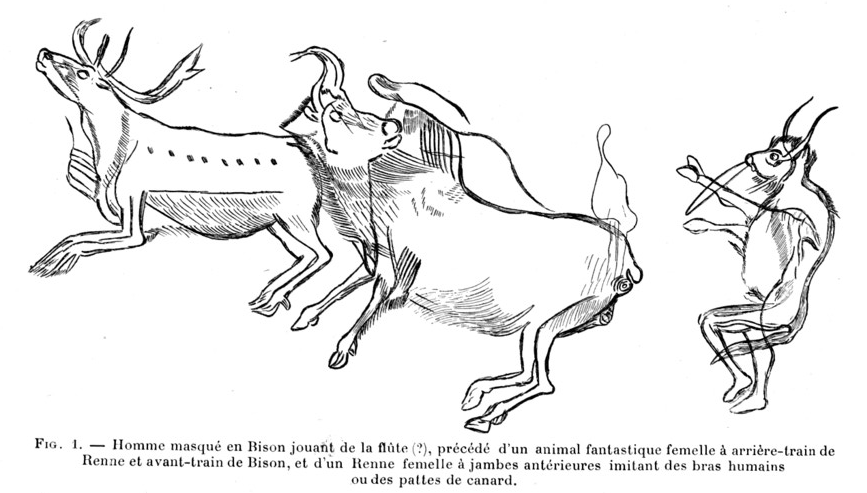
A kép jobb oldalán látható figurát az első ismert zeneábrázolásnak tartják

A festmények valószínűleg vallási, rituális célokat szolgáltak.

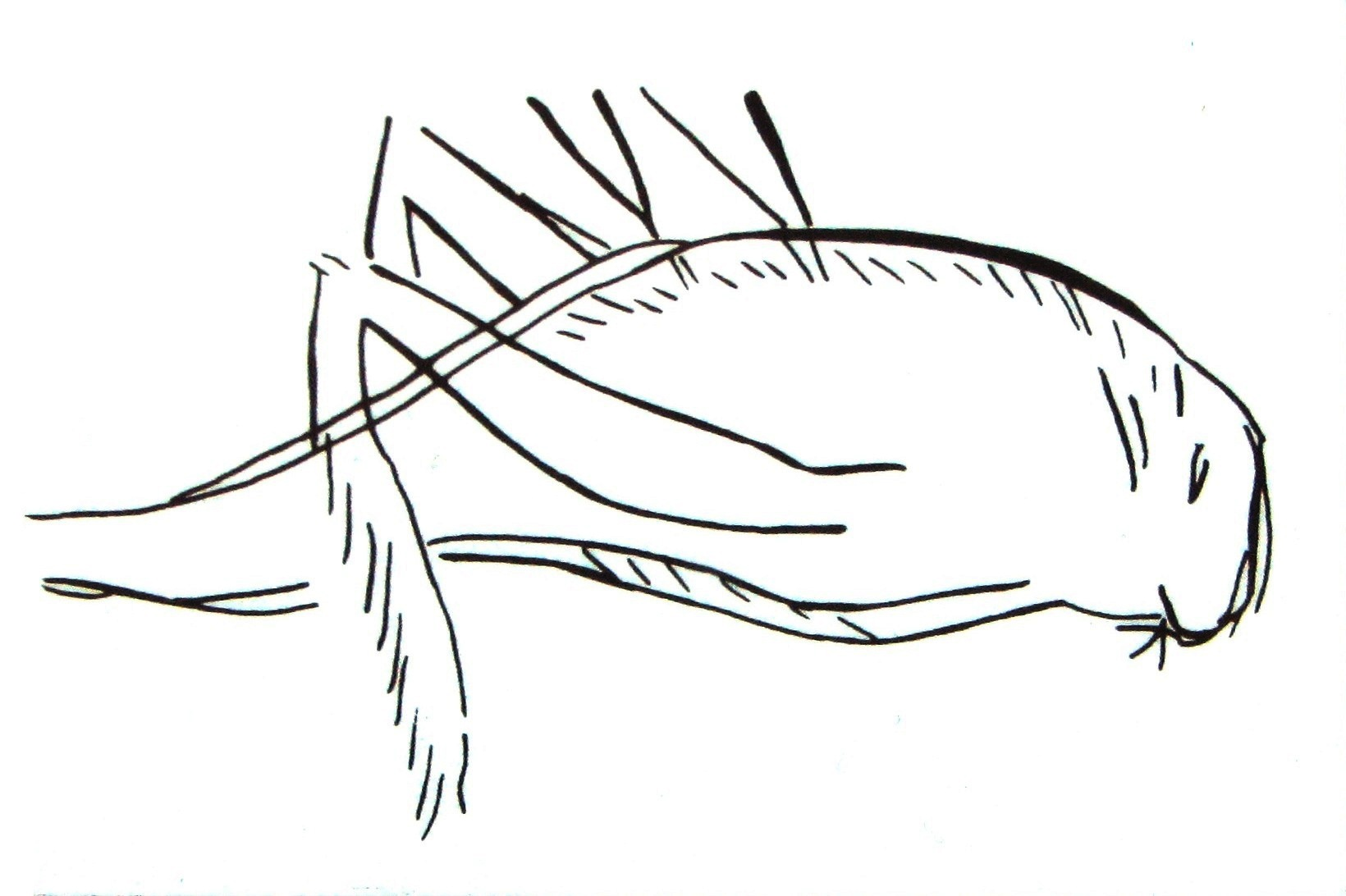
A barlangban talált barlangiszöcske-ábrázolás

## Külső hivatkozások
- A zenei íj, a hárfa őse HarpPost blog